# Большое ограбление поезда (фильм, 1904)
«Большое ограбление поезда» (англ. The Great Train Robbery) — немой короткометражный фильм Зигмунда Любина. Премьера состоялась в США 26 июня 1904 года.

## Сюжет
Бандиты на лошадях стреляют в поезд из револьверов. Телеграфиста и его дочь пытаются застрелить. Происходит ограбление поезда. Поезд подъезжает к станции и телеграфист посылает телеграмму о помощи. Подъезжают полицейские и арестовывают бандитов.

## В ролях
- Эмили Любин — дочь телеграфиста

## Съёмки
Ограбление снимали в Нью-Джерси. Приезд полицейских — уже в Филадельфии.

## Интересные факты
- Фильм считается ремейком фильма Портера, снятого годом раннее.